# ليو تايلور
ليو تايلور (بالإنجليزية: Leo Taylor)‏ هو لاعب كرة قاعدة أمريكي، ولد في 13 مايو 1901 في والا والا في الولايات المتحدة، وتوفي في 20 مايو 1982 في سياتل في الولايات المتحدة.

## وصلات خارجية
- ليو تايلور على موقع دوري كرة القاعدة الرئيسي (الإنجليزية)
- ليو تايلور على موقعبيزبول رفرنس.كوم (الدوري الرئيسي) (الإنجليزية)
- ليو تايلور على موقعبيزبول رفرنس.كوم (الدوري الثانوي) (الإنجليزية)